# Jan Akkersdijk
Jan Akkersdijk (Ngrantjak, 8 gennaio 1887 – 31 marzo 1953) è stato un calciatore olandese, attaccante della Nazionale olandese.

## Carriera
A livello di club, Akkersdijk ha giocato tra le file del Velocitas Breda.
Ha giocato in totale due partite con la maglia della nazionale olandese, esordindo il 26 aprile 1908 a Rotterdam contro il Belgio, nella stessa occasione ha messo a segno il suo unico goal con la maglia Oranje.

## Statistiche

### Cronologia presenze e reti in Nazionale
| Cronologia completa delle presenze e delle reti in nazionale ― Paesi Bassi | Cronologia completa delle presenze e delle reti in nazionale ― Paesi Bassi | Cronologia completa delle presenze e delle reti in nazionale ― Paesi Bassi | Cronologia completa delle presenze e delle reti in nazionale ― Paesi Bassi | Cronologia completa delle presenze e delle reti in nazionale ― Paesi Bassi | Cronologia completa delle presenze e delle reti in nazionale ― Paesi Bassi | Cronologia completa delle presenze e delle reti in nazionale ― Paesi Bassi | Cronologia completa delle presenze e delle reti in nazionale ― Paesi Bassi |
| Data                                                                       | Città                                                                      | In casa                                                                    | Risultato                                                                  | Ospiti                                                                     | Competizione                                                               | Reti                                                                       | Note                                                                       |
| -------------------------------------------------------------------------- | -------------------------------------------------------------------------- | -------------------------------------------------------------------------- | -------------------------------------------------------------------------- | -------------------------------------------------------------------------- | -------------------------------------------------------------------------- | -------------------------------------------------------------------------- | -------------------------------------------------------------------------- |
| 26-4-1908                                                                  | Rotterdam                                                                  | Paesi Bassi                                                                | 3 – 1                                                                      | Belgio                                                                     | Amichevole                                                                 | -                                                                          |                                                                            |
| 10-5-1908                                                                  | Rotterdam                                                                  | Paesi Bassi                                                                | 4 – 1                                                                      | Francia                                                                    | Amichevole                                                                 | 1                                                                          |                                                                            |
| Totale                                                                     |                                                                            | Presenze                                                                   | 2                                                                          |                                                                            | Reti                                                                       | 1                                                                          |                                                                            |